# フアン・モーキ

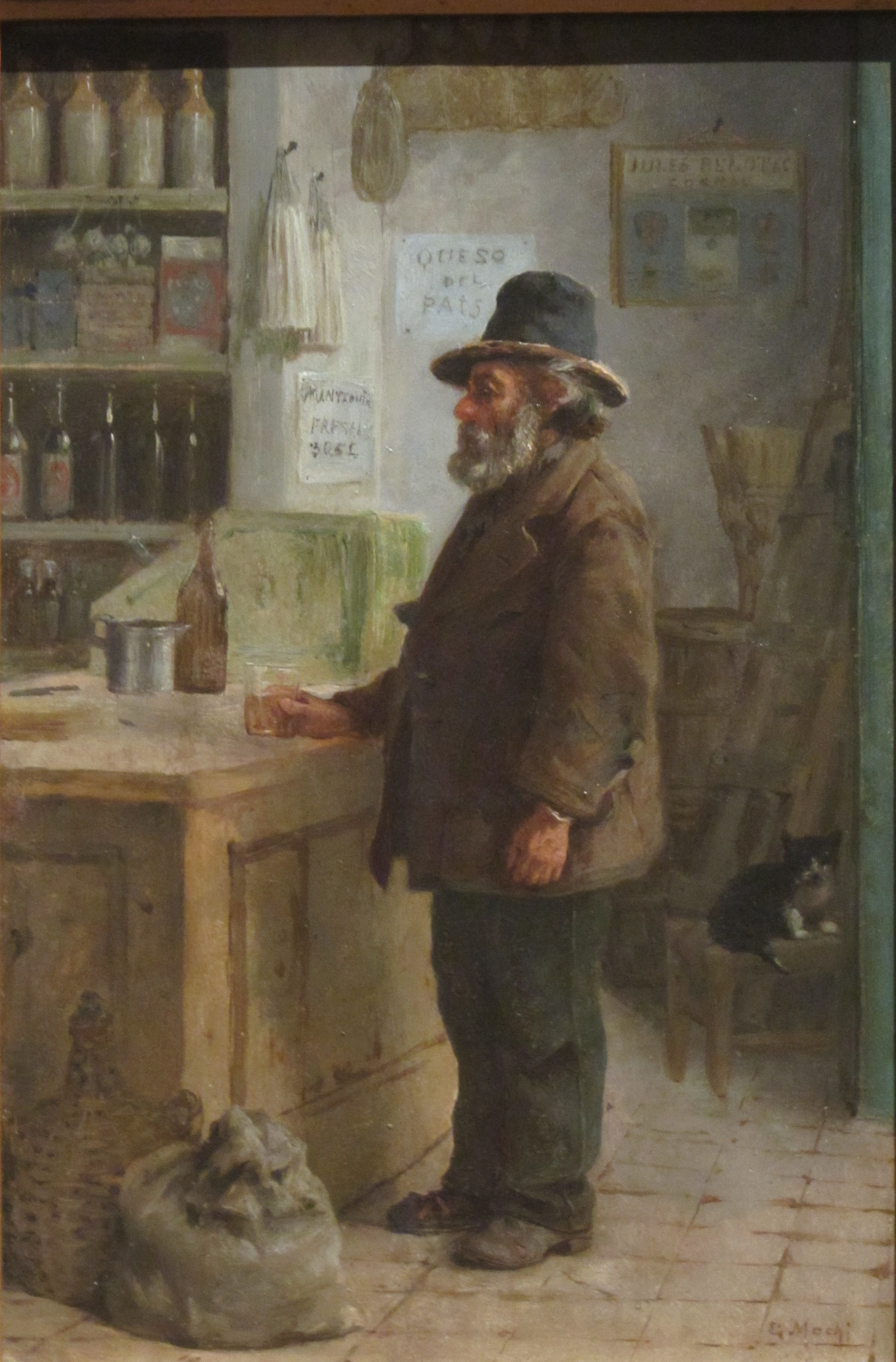
「なじみの客(El parroquiano)」、バルパライソ美術館蔵

スペイン語名をフアン・モーキと称したジョヴァンニ・モーキ（Giovanni Mochi、スペイン語名:Juan Mochi、1831年 - 1892年）は、イタリア生まれの画家、美術教師である。チリ、サンティアゴの国立美術学校(Academia de Pintura)の校長を務めた。

## 略歴
フィレンツェで生まれた。フィレンツェの美術学校(Accademia di Belle Arti Firenze)で学び、フィレンツェで働いた後、ローマに移った。ローマでは国外追放になっていたチリの政治家、ゴイエンチェアÁngel Gallo Goyenecheaとも知り合い、ゴイエンチェアが恩赦によって帰国した後、モーキを美術教師としてチリに招かれるのに重要な役割を果たしたとされる。その後、パリに移り、パリでも画家のペドロ・リラを含むチリの指導的な人々と付き合った。
サンティアゴの美術学校の校長を務めていたドイツ生まれの画家、エルンスト・キルヒバッハとの契約が1875年に切れることから1875年にパリのチリ大使を務めていた小説家のブレスト・ガナ(Alberto Blest Gana)と国立美術学校の校長を務める契約を結び、1876年にサンティアゴに渡り、3代目の校長に就任した。
美術教師として成果をあげ、契約は6度更新され、1883年までその仕事を続けた。校長を後任のコスメ・サン・マルティンに譲った後もこの美術学校で指導を続けた 。モーキが教えた学生には アルフレード・バレンスエラ・プエルマや アルベルト・バレンスエラ・リャノス、 フアン・フランシスコ・ゴンサレス、マグダレーナ・ミラ、アウラ・ミラらがいる。
チリ国立美術館(Museo Nacional de Bellas Artes)の前身である国立絵画館(Museo National de Pinturas)の創立にも貢献し、1880年から1887年の間、初代館長も務めた。
1892年にサンティアゴで没した。

## 作品

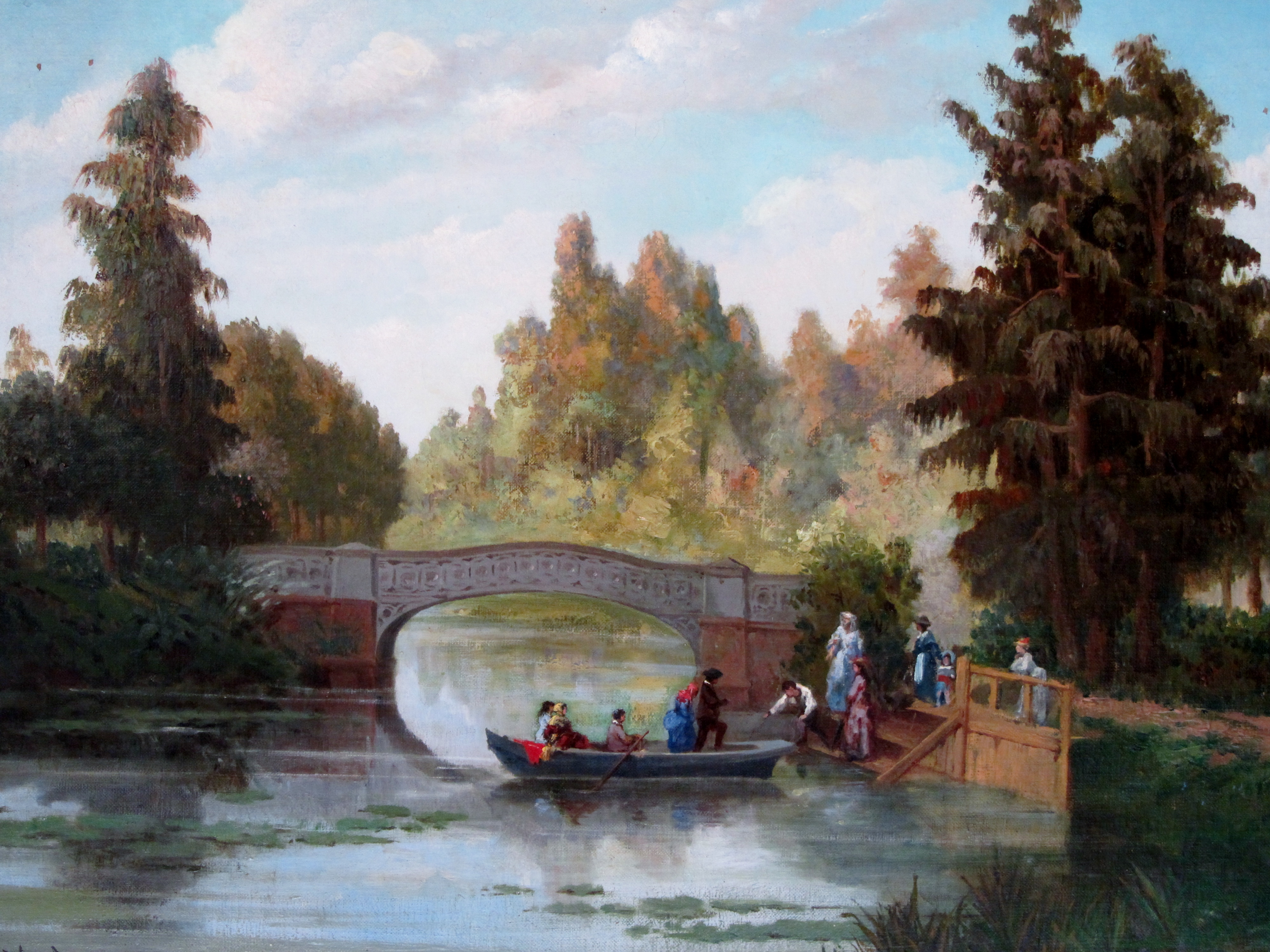
サンティアゴの公園の古い池、バルパライソ美術館蔵
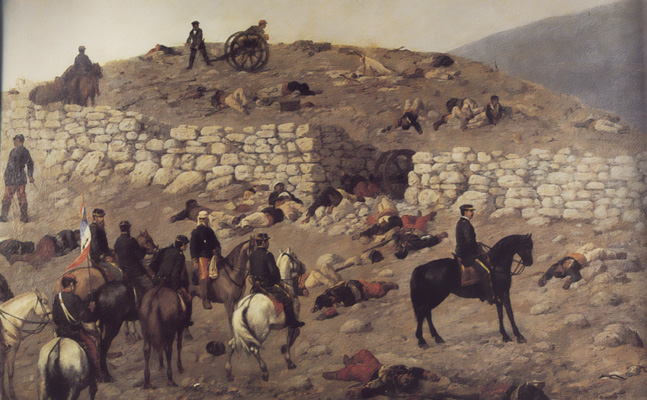
硝石戦争のチョリヨスの戦いにおけるチリ軍の突撃